# Aeroportul Forrest
Aeroportul Forrest (IATA: FOS, ICAO: YFRT) este un aeroport din Australia de Vest, Australia.
Situat la o altitudine de 160 m, aeroportul dispune de o singură pistă.